# Tournefortia
Tournefortia és un gènere de plantes dins la família boraginàcia. Es troba en lloc tropicals com, per exemple, les illes Wake on domina.
Primer es va publicar amb el nom científic de Pittonia per part de Charles Plumier el 1703, en honor de Joseph Pitton de Tournefort. Més tard, Carl Linnaeus canvià aquest nom a Tournefortia.

## Algunes espècies
Aquesta llista de IPNI, és incompleta.
Tournefortia acuminata DC. - 

Tournefortia acutiflora M.Martens & Galeotti - 

Tournefortia alba Splitg. ex de Vriese - 

Tournefortia andina Britton ex Rusby - 

Tournefortia andrade-limae J.I.M.Melo - 

Tournefortia angulosa Desf. - 

Tournefortia angustiflora Ruiz & Pav. - 

Tournefortia arborescens Lam. - 

Tournefortia argentea Lam. - 

Tournefortia asperrima M.Martens & Galeotti - 

Tournefortia astrotricha DC. - 

Tournefortia aubletii J.F.Macbr. - 

Tournefortia auro-argentea Killip - 

Tournefortia barbadensis N.E.Br. - 

Tournefortia belizensis Lundell - 

Tournefortia billbergiana Beurl. - 

Tournefortia blanchetii A.DC. - 

Tournefortia bojeri A.DC. - 

Tournefortia boniana Gagnep - 

Tournefortia brachiata A.DC. - 

Tournefortia brachyantha Merr. & Chun - 

Tournefortia brantii J.S.Mill. - 

Tournefortia brasiliensis Poir. - 

Tournefortia branesii Standl. - 

Tournefortia breviflora DC. - 

Tournefortia brevilobata Krause - 

Tournefortia buchtienii Killip - 

Tournefortia caeciliana Loes. - 

Tournefortia calycina Benth. - 

Tournefortia calycosa (Donn.Sm.) D.L.Nash - 

Tournefortia candida Walp. - 

Tournefortia candollei C.B.Clarke - 

Tournefortia canescens Kunth - 

Tournefortia capitata M.Martens & Galeotti - 

Tournefortia caracasana Kunth - 

Tournefortia caribaea Griseb. - 

Tournefortia carnosa Mill. - 

Tournefortia catharinensis Vaupel - 

Tournefortia chamissoniana Vaupel - 

Tournefortia chinchensis Killip - 

Tournefortia chrysantha Walp. - 

Tournefortia cirrhosa Vaupel - 

Tournefortia conocarpa Urb. - 

Tournefortia cordifolia Andre - 

Tournefortia coriacea Vaupel - 

Tournefortia cornifolia Kunth - 

Tournefortia curvilimba Killip - 

Tournefortia cuspidata Kunth - 

Tournefortia delicatula J.S.Mill. - 

Tournefortia dendrotricha Gilli - 

Tournefortia densiflora M.Martens & Galeotti - 

Tournefortia difformis Andersson - 

Tournefortia dracophylla K.Schum. & Lauterb. - 

Tournefortia earlei Britton - 

Tournefortia elegans Cham. - 

Tournefortia elliptica M.Martens & Galeotti - 

Tournefortia elongata D.N.Gibson - 

Tournefortia filiflora Griseb. - 

Tournefortia floribunda Kunth - 

Tournefortia foetida Pers. - 

Tournefortia fuliginosa Kunth - 

Tournefortia gardneri A.DC. - 

Tournefortia gaudichaudii Gagnep. - 

Tournefortia gibberosa Urb. - 

Tournefortia gigantiflora Killip x J.S.Mill. - 

Tournefortia glaberrima Salzm. ex DC. - 

Tournefortia glabra L. - 

Tournefortia graciliflora Rusby - 

Tournefortia gracilipes I.M.Johnst. - 

Tournefortia gracillima Vaupel - 

Tournefortia grandifolia Fresen. - 

Tournefortia guadalupensis Urb. - 

Tournefortia hartwegiana Steud. - 

Tournefortia hernandesii Dunal ex DC. - 

Tournefortia herzogii Vaupel - 

Tournefortia hispida Kunth - 

Tournefortia hookeri C.B.Clarke - 

Tournefortia horsfieldii Miq. - 

Tournefortia hostmanni Klotzsch - 

Tournefortia humilis L. - 

Tournefortia intermedia Fresen. - 

Tournefortia intonsa Kerr - 

Tournefortia isabellina J.S.Mill. - 

Tournefortia jamaicensis Urb. - 

Tournefortia johnstonii Standl. - 

Tournefortia khasiana C.B.Clarke - 

Tournefortia killipii Nowicke - 

Tournefortia kirkii (I.M.Johnst.) J.S.Mill. - 

Tournefortia laevis Sesse & Moc. - 

Tournefortia lanceolata Sesse & Moc. - 

Tournefortia lanuginosa Vaupel - 

Tournefortia latisepala Nowicke - 

Tournefortia leonis Britton & P.Wilson - 

Tournefortia leptostachya Benth. - 

Tournefortia Leucophylla Kunth - 

Tournefortia lilloi I.M.Johnst. - 

Tournefortia longifolia Ruiz & Pav. - 

Tournefortia longiloba D.N.Gibson - 

Tournefortia longispica J.S.Mill. - 

Tournefortia loxensis Kunth - 

Tournefortia macroloba DC. - 

Tournefortia macrostachya Rusby - 

Tournefortia mapirensis Lingelsh. - 

Tournefortia maritima Salzm. ex DC. - 

Tournefortia martii Fresen. - 

Tournefortia megapotamica Spreng. - 

Tournefortia melanochaeta DC. - 

Tournefortia messerschmidia Sweet - 

Tournefortia mexicana Vatke. - 

Tournefortia meyeri DC. - 

Tournefortia microcalyx (Ruiz & Pav.) I.M.Johnst. - 

Tournefortia mocquerysi Aug.DC. - 

Tournefortia mollis (Torr.) A.Gray - 

Tournefortia monclovana S.Watson - 

Tournefortia montana Lour. - 

Tournefortia multiflora J.S.Mill. - 

Tournefortia mutabilis Vent. - 

Tournefortia nelsonii Don.Sm. - 

Tournefortia nitida Kunth - 

Tournefortia oblongata Urb. & Ekman - 

Tournefortia obovata Killip - 

Tournefortia obscura A.DC. - 

Tournefortia obtusiflora Benth. - 

Tournefortia octostachya DC. - 

Tournefortia odorata Sesse & Moc. - 

Tournefortia opaca Andersson - 

Tournefortia ovalifolia Rusby - 

Tournefortia ovata Wall. & G.Don - 

Tournefortia parvifolia Alain - 

Tournefortia pauciflora Killip ex Nowicke - 

Tournefortia pedicellata D.L.Nash - 

Tournefortia peruviana Poir. - 

Tournefortia petiolaris DC. - 

Tournefortia petionvillae Urb. & Ekman - 

Tournefortia picardae Urb. - 

Tournefortia poasana Cufod. - 

Tournefortia pohlii Fresen. - 

Tournefortia poliochros Spreng. - 

Tournefortia potosina Standl. - 

Tournefortia pseudoheliotropium Lehm. - 

Tournefortia puberula Baker - 

Tournefortia pubescens Hook.f. - 

Tournefortia pyrrhotricha Fresen. - 

Tournefortia ramonensis Standl. - 

Tournefortia ramosissima Krause - 

Tournefortia restingicola Vaupel - 

Tournefortia restrepoae J.S.Mill. - 

Tournefortia reticosa Wight - 

Tournefortia roigii Britton - 

Tournefortia rollotii Killip - 

Tournefortia romeroi I.M.Johnst. - 

Tournefortia roxburghii C.B.Clarke - 

Tournefortia rubicunda Salzm. ex DC. - 

Tournefortia rufescens Willd. ex Roem. & Schult. - 

Tournefortia rufipila Benth. - 

Tournefortia rufo-sericea Hook.f. - 

Tournefortia salicifolia DC. - 

Tournefortia scabra Lam. - 

Tournefortia scabrida Kunth - 

Tournefortia scandens Mill. - 

Tournefortia schiedeana G.Don - 

Tournefortia scholastica Standl. & L.O.Williams - 

Tournefortia schomburgkii DC. - 

Tournefortia selleana Urb. & Ekman - 

Tournefortia sessilifolia Poir. - 

Tournefortia setacea Killip - 

Tournefortia setifera Urb. & Ekman - 

Tournefortia smaragdina Proctor - 

Tournefortia speciosa Vaupel - 

Tournefortia spicata J.S.Mill. - 

Tournefortia staminea Griseb. - 

Tournefortia stenophylla Urb. - 

Tournefortia stenoraca Klotzsch - 

Tournefortia stenosepala Krause - 

Tournefortia suaveolens Kunth - 

Tournefortia subrotunda Rusby - 

Tournefortia subsessilis Cham. - 

Tournefortia subspicata Donn.Sm. - 

Tournefortia suffruticosa L. - 

Tournefortia tacarcunensis A.H.Gentry & Nowicke - 

Tournefortia tepicana M.E.Jones - 

Tournefortia ternata Wall. - 

Tournefortia ternifolia Kunth - 

Tournefortia tomentosa Mill. - 

Tournefortia trichocalycina DC. - 

Tournefortia trinitatis L.Riley - 

Tournefortia tuberculosa Cham. - 

Tournefortia ulei Vaupel - 

Tournefortia umbellata Kunth - 

Tournefortia urceolata J.S.Mill. - 

Tournefortia urvilleana Cham. - 

Tournefortia usambarensis (Verdc.) Verdc. - 

Tournefortia vasquezii J.S.Mill. - 

Tournefortia vauthieri DC. - 

Tournefortia vestita Killip - 

Tournefortia villosa Salzm. ex DC. - 

Tournefortia virgata Ruiz & Pav. - 

Tournefortia walkerae C.B.Clarke - 

Tournefortia wightii C.B.Clarke - 

Tournefortia xapuryensis Vaupel - 
Font de la llista :

## Usos
Tournefortia angustifolia s'afegeix com hal·lucinogen en algunes versions de l'Ayahuasca.